# Distretto di Macun
Il distretto di Macun (馬村區S, Mǎcūn QūP) è un distretto della Cina, situato nella provincia di Henan e amministrato dalla prefettura di Jiaozuo.